# 馬默里崖
80°27′S 21°23′W / 80.450°S 21.383°W
馬默里崖（英語：Mummery Cliff），是南極洲的山崖，位於科茨地，處於先鋒陡崖，屬於沙克爾頓山脈的一部分，海拔高度約1,250米，由英國南極名稱諮詢委員會命名，現時由南極條約體系管理。